# 城津辻氏
城津辻氏（または城津汁氏、ソンジンジュプし、朝鮮語: 성진즙씨）は、朝鮮の氏族。本貫は咸鏡北道金策市である。2000年調査では、86人である。
始祖は、日本統治時代の朝鮮に鉄道職員として朝鮮に派遣された日本人の父と韓国人の母の間に生まれた辻・カンブである。辻・カンブが10代の時の1954年に母に従い帰化した。その時に母の故郷である咸鏡北道金策市を本貫にして城津辻氏を創始した。日本の国字である「辻」には朝鮮語音がなく、「汁」の音を借りて「ジュプ」と名乗ったという。